# Pražský zlom
Pražský zlom je přírodní památka v katastrálním území Hloubětín v městské části Praha 14. Chráněné území je v péči Magistrátu hlavního města Prahy.

## Důvod ochrany
PP byla vyhlášena pro ochranu jediného odkryvu Pražského zlomu, významné poruchy zemské kůry. Zachovaly se zde ordovické křemence a břidlice.

## Flóra
Rumištní vegetace, hodnotnější je výskyt druhů hvozdík kartouzek a rozchodník ostrý. Je však třeba bránit zarůstání skály vegetací.

## Fauna
Z hlediska ochrany živočichů není území předmětem zvláštní ochrany.